# (8325) Trigo-Rodriguez
Pour les articles homonymes, voir Trigo (homonymie) et Rodriguez.
(8325) Trigo-Rodriguez est un astéroïde de la ceinture principale.

## Description
(8325) Trigo-Rodriguez est un astéroïde de la ceinture principale. Il fut découvert le 2 mars 1981 à Siding Spring par Schelte J. Bus. Il présente une orbite caractérisée par un demi-grand axe de 3,17 UA, une excentricité de 0,02 et une inclinaison de 7,0° par rapport à l'écliptique.

## Compléments